# Stereobat

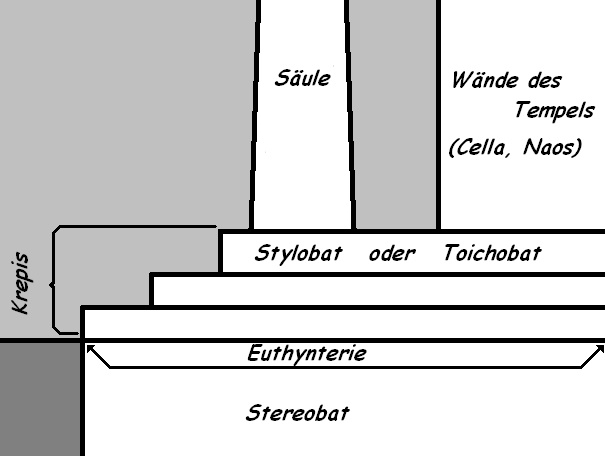
Der Unterbau des griechischen Tempels

Der Stereobat (altgriechisch στερεός stereós „starr, fest, hart, haltbar“ und βατός batós „gangbar, besteigbar“ [selbst Ableitung von βαίνω baíno „schreiten, gehen“]) ist die unterirdische Gründung der griechischen Tempel.
Er besteht aus mehreren Schichten grob zugehauener quaderförmiger Steine. Erst die oberste Schicht, die Euthynterie, ist fein behauen und im Auflager geglättet. Sie ragt teilweise aus dem Boden hervor. Das Verlegen der Fundamentschichten erfolgte nach Beendigung des Erdaushubs für die Baugrube oder der Planierung felsigen Geländes. Das Vorgehen beim Verlegen der Steine scheint keiner Regel gefolgt zu sein: Man konnte mit dem Fundament für die Cella oder für die Säulenstellungen beginnen; auch konnte man von den Mitten aller Seiten gleichzeitig sich zu den Ecken vorarbeiten oder von den Ecken kommend die Steine zu den Mitten hin verlegen.
Die oberste Schicht, die Euthynterie, diente der Aufschnürung des Gebäudegrundrisses. Auf ihr fixierte man alle maßgebenden Details und Einteilungen.
Auf der Euthynterie erhebt sich die meistens dreistufige Krepis, die jedoch nicht mehr zum Stereobat zählt. Stereobat und Krepis bilden zusammen den Unterbau des Tempels.